# طرود
طُرود یکی از روستاهای شهرستان شاهرود در استان سمنان ایران است. این روستای بیابانی مرکز دهستان طرود (بخش مرکزی شهرستان شاهرود) است و در دشت کویر جای دارد. بر اساس سرشماری سال ۱۳۸۵، جمعیت این روستا ۱۹۰۱ نفر (۴۱۰ خانوار) بوده است.در کتب قدیمی از طرود به عنوان بندرگاه یاد می‌شده و در مسیر اصلی جاده ابریشم قرار داشته که به خور و جندق منتهی می‌شود. آنچه که از قدمت طرود به یاد مانده این است: که طرود در حال حاضر به عنوان طرود چهارم می‌باشد و سه طرود قبل از آن به علت وجود گسل بر روی خط زلزله بر اثر زلزله از بین رفته‌اند که آثارشان هنوز باقی است.ازمکانهای زیارتی وتفریحی امامزاده پیرمردان است که درفاصله بیست کیلومتری ازروستادربالای یک کوه قرارگرفته است
در سالهای اخیر پیدا شدن سنگ وکانی کمیابی به نام سولفات استرانسیوم معروف به سلستین به آبادنی ومعروفیت روستا کمک شایانی کرده است

## آب و هوای طرود
آب‌وهوای طرود بسیار گرم و خشک است و دارای درختان نخل نیز هست. منطقه کویری طرود شاهرود که به ریگزار چاه جام معروف است بزرگ‌ترین نخلستان شمال شرق کشور را در خود جای داده به همراه رملهای کویری زیبا یکی از مناطق کویر گردی در ایران می‌باشد. در این کویر میزان دمای هوا در گرمترین زمان در روز (ماه تیر) به حدود ۶۰ درجه و در شب در حدود ۲۵ تا ۳۰ درجه می‌باشد. این اختلاف فاحش دما باعث خرد شدن کامل سنگها (گریه سنگ) می‌شود. در فصول سرما میزان دما در روز در حدود ۱۳ تا ۱۷ درجه ور در شب در حدود ۰ تا ۷- می‌باشد. میانگین بارندگی در این کویر در حدود ۲ تا ۵ میلیمتر در سال می‌باشد.
بسیاری از مردم این روستا به مرور زمان به محله طرودی‌ها در شهرهای شاهرود و گرگان مهاجرت کرده‌اند.

## پوشش گیاهی طرود
از محصولات کشاورزی منطقه می‌توان خرما، سیر، شلغم، جو، گندم، گوجه و یونجه را نام برد که تولیدات خرما و سیر آن به شهرهای اطراف ارسال می‌شود.

## تولیدات دامی
تولیدات دامی این منطقه شامل شتر، شترمرغ، بز و بره می‌باشد. کیفیت شیر شتر و گوشت دامهای این منطقه بسیار بالاست. همچنین محصولات دامی مانندکره وکشک وهاروشه آن بسیارمرغوب است ومشتری بسیاردارد

## دسترسی
طرود در مسیر راه ارتباطی شاهرود به اصفهان قراردارد.که درفاصله ۱۲۵ کیلومتری درجنوب شهرشاهرودقراردارد